# Левашово (аэродром)
Левашо́во — аэропорт совместного базирования в Санкт-Петербурге. Расположен в Выборгском районе в 2 км юго-западнее посёлка Левашово.

## История
Современную инфраструктуру приобрел после модернизации в 1950 году. На аэродроме базировались:
- с 15 декабря 1944 года на аэродроме базировался 13-й отдельный разведывательный авиационный Ленинградский Краснознаменный полк на самолётах Пе-2Р и Як-9Р. В декабре 1945 года полк расформирован на аэродроме в составе 13-й воздушной армии Ленинградского военного округа[1].
- в период с марта 1951 года по март 1956 года 177-й истребительный авиационный полк ПВО, прибывший после войны в Корее в составе 50-й истребительной авиационной дивизии ПВО (перебазирован на аэродром Громово);
- в период с марта 1951 года по февраль 1958 года штаб 50-й истребительной авиационной дивизии ПВО (расформирована);
- в период с марта 1951 года по июнь 1960 года 29-й гвардейский истребительный авиационный Волховский полк ПВО, прибывший после войны в Корее в составе 50-й истребительной авиационной дивизии ПВО (расформирован на аэродроме).

Аэродром способен принимать самолёты Ту-134, Ту-154 и все более лёгкие, а также вертолёты всех типов. На аэродроме дислоцирована авиационная эскадрилья (самолёты Ан-12, Ан-26, Ту-134, L-410). В январе 2014 года на основе дислоцированной на аэродроме 1080-й испытательной авиационной базы (вертолёты Ми-8, самолёты Ан-26, Ан-30, Ан-72) и выведенной с аэродрома Плесецк 17-й отдельной смешанной авиаэскадрильи (в/ч 34185 — вертолёты Ми-8 и самолёты Ан-12, Ан-26, Ан-30, Ан-72) сформирован 33-й отдельный транспортный смешанный авиационный полк, входящий в состав 6-й армии ВКС России.
С 2007 года, согласно постановлению правительства РФ, Левашово стало аэродромом совместного базирования.
Аэродром Левашово открыт для выполнения международных полетов c 1 июля 2022 года согласно распоряжению Правительства РФ.
В марте 2023 года стало известно, что аэродром Левашово под Петербургом станет пунктом базирования морской авиации. В регионе Финского залива морской авиации РФ раньше не было и теперь она может появиться, отмечают «Известия». Финляндия имеет флот, и новый авиационный полк может быть развернут на этом аэродроме для уничтожения противника в случае агрессивных действий

## Перспективы
Существуют планы сделать военный аэродром Левашово аэродромом совместного базирования (согласно проекту, помимо военной там будет располагаться гражданская авиация). Эксплуатантом аэродрома станет «Газпром авиа» — дочерняя структура «Газпрома».
Готов проект реконструкции аэродрома и строительства инфраструктуры для базирования гражданской авиации, а также пассажирского терминала. Предполагается, что аэропорт Левашово будет обслуживать только чартерные рейсы, бизнес-авиацию, малые грузовые перевозки, а регулярные рейсы будут совершаться в аэропорту Пулково. Детали проекта и его стоимость пока неизвестны.
Подобный проект уже реализован «Газпромом» на подмосковном военном аэродроме Остафьево.
В 2015 году вышло распоряжение правительства, допускающее совместное базирование в Левашово авиакомпании «Газпром авиа». По состоянию на июнь 2016 года заключен контракт стоимостью 81,516 млн рублей на разработку документации для строительства аэропортового комплекса. Документация должна быть подготовлена в III квартале 2016 года.
Планируется реконструкция взлетно-посадочной полосы, реконструкция и строительство рулёжных дорожек, строительство перрона на семь воздушных судов, мест стоянок на десять самолётов и три вертолёта, строительство здания командно-диспетчерского пункта и других объектов. Также предполагается строительство аэровокзала с пропускной способностью 50 пассажиров в час для обслуживания внутренних и международных авиарейсов, ангарных комплексов для самолётов и вертолётов, строительство административно-служебного здания с узлом связи на 300 человек.
Строительство планировали начать в 2020 году. Будущий пассажирский аэропорт планируют соединить с КАД в районе Парашютной улицы.
14 октября 2021 года Министерство обороны России и компания «Газпром» подписали концессионное соглашение о реконструкции аэродрома Левашово. До лета 2023 года на территории аэродрома предстоит построить коммуникации, в том числе водосточно-дренажную систему, будет возведено шумозащитное и периметральное ограждение и установлено сигнальное оборудование. Планируется оснастить аэродром новым аэронавигационным и метеорологическим оборудованием. На аэродроме будет возведен современный аэровокзальный комплекс гражданской авиации, пропускная способность пассажирского терминала составит 250 человек в час. Реализация концессионного соглашения позволит создать современный аэродром совместного базирования военных и гражданских воздушных судов.